# Liste d'animaux d'élevage
Cet article est une liste des animaux d'élevage.

## Animaux de travail
- Animaux de chasse 
  - Faucon, Milan...
  - Chiens de chasse, chevaux de chasse à courre
- Animaux de troupeau
  - Chiens bergers
- Animaux de sécurité
- Animaux de santé
  - Labrador

## Animaux de pacage (bétail)
- Bovins :
  - Vache : viande, produits laitiers, cuir, corne, amendement organique, engrais, travail
  - Buffle : viande, produits laitiers, cuir, corne, amendement organique, engrais, travail
  - Zébu : viande, produits laitiers, cuir, corne, amendement organique, engrais, travail
  - Bison : viande, cuir, corne, amendement organique, engrais
  - Aurochs : viande, produits laitiers, cuir, corne, amendement organique, engrais, travail
  - Yack : viande, produits laitiers, cuir, corne, amendement organique, engrais, travail
- Ovins : viande, produits laitiers, cuir, corne, amendement organique, engrais, laine
- Caprins : viande, produits laitiers, cuir, corne, amendement organique, engrais,
- Porcins : viande, cuir, amendement organique, engrais
- Équidés
  - Cheval : viande, produits laitiers, cuir, amendement organique, engrais, travail, loisir
  - Poneys
  - Âne : viande, produits laitiers, cuir, amendement organique, engrais, travail, loisir

- - Mulet : viande, cuir, amendement organique, engrais, travail, loisir
  - Bardot ou mule
- Camélidés : 
  - Chameau : viande, produits laitiers, cuir, amendement organique, engrais, travail
  - Dromadaire : viande, produits laitiers, cuir, amendement organique, engrais, travail
  - Lama : viande, cuir, laine, amendement organique, engrais, travail
  - Alpaga : viande, cuir, laine, amendement organique, engrais, travail
- Cervidés : 
  - Renne (ou Caribou sauvage) : viande, cuir, tendon (fil)
  - Cerf : viande
- Éléphant d'Asie : travail

## Animaux debasse-cour
- Aviculture :
  - Poule : viande, œufs, lutte contre les souris et les serpents
  - Dinde : viande, œufs
  - Canard domestique : viande, œufs, plume
  - Canard de Barbarie : idem
  - Oie : viande, œufs, foie gras, plume, gardiennage
  - Pigeon biset : viande, loisirs
  - Caille : viande, œufs
  - Volaille : viandes, oeufs

Paons
- - Faisan : repeuplement de territoires de chasse, viande

Ratite
- - Autruche : viande, œufs, plumes, cuir
  - Émeu : viande
  - Nandou : viande
- Méléagriculture
  - Pintade : viande, œufs

### Lagomorphes et Rongeurs
Élevés également près des habitations ils sont souvent considérés comme des animaux de basse-cour.
- Cuniculture :
  - Lapins, cochons d'Inde : viande, poil (angora)

Des tentatives d'élevage d'espèces dites « non conventionnelles » sont aussi encouragées, dans des mini élevages. Ce sont des rongeurs traditionnellement chassés pour leur viande et consommés localement.
- Agoutis (Dasyprocta sp.)
- Athérure (Atherurus africanus)
- Aulacodiculture - Aulacodes (Thryonomys sp.)
  - en particulier le Grand aulacode (Thryonomys swinderianus )
- Cochon d'Inde ou cuy (Cavia porcellus)
- Hutias
  - Hutia de Cuba (Capromys pilorides)
  - Hutia de Jamaïque (Geocapromys brownii)
- Hydrochère (hydrochoerus hydrochaeris)
- Mara ou Lièvre de Patagonie (Dolichotis patagonum)
- Paca (Agouti paca)
- Rats de Gambie (Cricetomys sp.)
  - en particulier le Rat géant d'Emin (Cricetomys emini)
- Rat musqué ou coypu (Myocastor coypus)
- Rat palmiste (Xerus erythropus)
- Tangue (Tenrec ecaudatus)

### Divers élevages de proximité
L'élevage d'animaux comestibles à proximité des habitations concerne aussi les espèces suivantes :
- Grenouilles pour les cuisses
  - Grenouille verte et rousse
  - Ouaouaron (Rana catesbeiana)
  - Hoplobatrachus tigerinus
- Insectes : nourriture des volailles, appât ou compost[1] :
  - Asticots: pêche
  - Termites
  - Vers de terre
  - Abeilles
  - vers a soie
    - Ver du fumier (Eisenia fetida) en zone tempérée
    - Eudrilus eugeniae en milieu tropical
- Héliciculture : Escargots, pour la viande
  - Escargot de Bourgogne (Helix pomatia)
  - Escargot géant africain ou achatine (Achatina fulica)
  - Escargot turc (Helix lucorum)
  - Gros-gris (Helix aspersa maxima)
  - Petit-gris (Helix aspersa aspersa)

## Animaux aquatiques
L'aquaculture comprend :
- Pisciculture (poissons)
  - Pisciculture marine : bar, dorade, saumon, thon, turbot, maigre, sole, cabillaud, flétan...
  - Pisciculture d'étang : carpe (cypriniculture), brochet (ésociculture), gardon... et esturgeon (caviar)
  - Pisciculture d'eau douce : carpe, silure (silure glane), truite (salmoniculture), anguille...
- Conchyliculture (coquillages)
  - Ostréiculture : Huîtres (alimentation),
  - Perliculture,huîtres perlières (perles, nacre)
  - Mytiliculture : Moules
  - autres coquillages : Coques, palourdes.
- Élevage de crustacés :
  - Astaciculture : Écrevisse
  - Crevetticulture (ou pénéiculture) : Crevette
- Élevage de mollusques :
  - Calmar (en expérimentation ; voir Aquaculture)

## Animaux de compagnie
- Équidés
  - Cheval : transport, recherche et sauvetage, course,
  - Poneys
  - Âne : transport,
- Carnivores
  - Chien : compagnie, garde, chasse, sauvetage, aide aux handicapés (aveugles et handicapés moteur)
  - Chat : compagnie
  - Furet : compagnie
- Oiseaux de volière : 
  - Serin, Canari, Perroquet, Perruche... : compagnie
  - Pigeon, tourterelle, pigeon voyageur (Colombophilie)
- Aquariophilie : 
  - Poisson rouge
  - Guppy
  - Danio rerio, ...
- NAC (Nouveaux animaux de compagnie) : Furet, Iguane, chinchilla, octodon, gerbille, axolotl, etc.
  - Chèvre naine
  - Cochons nain

## Animaux utilisés en laboratoire
Les chiffres de l'expérimentation animale sont fournis par le ministère de la Recherche chaque année et représentés graphiquement sur un site spécialisé de l'association One Voice. Les résumés non techniques des projets approuvés en France sont référencés dans la base de données européennes ALURES.

### Amphibiens
- Axolotl.
- Crapauds.
- Grenouilles.
- Xénopes.

### Invertébrés
- Céphalopodes – seiches, pieuvres et calmars.
- Autres invertébrés – décapodes, insectes (blattes, drosophiles...) – La réglementation considère comme relevant de l'expérimentation animale toute utilisation d'un animal vertébré, d'un céphalopode ou d'une forme larvaire ou fœtale antérieure au derniers tiers du développement[5]. Les invertébrés (hors céphalopodes) peuvent donc être utilisés sans contrainte réglementaire et ne sont pas comptabilisés ni référencés par la Commission européenne.

### Oiseaux
- Oiseaux traditionnellement élevés pour la consommation humaine – poules, cailles, oies, canards.
- Oiseaux non domestiques – albatros, perruches, manchots, diamants mandarins, pigeons, canaris, étourneaux, etc.

### Mammifères
- Animaux dits « de rente » – équidés, cochons, chèvres, moutons, bovins.
- Carnivores – chats, chiens, furets, et dans une moindre mesure visons, renards, ratons laveurs, martres...
- Lapins.
- Primates (hors grands singes) – très majoritairement les macaques crabiers dans l'Union européenne, mais aussi macaques rhésus, ouistitis, tamarins, prosimiens (lémuriens, microcèbes...), vervets, singes écureuils et babouins, ainsi que parfois des macaques à queue de cochon, cercocèbes à collier blanc et autres espèces.
- Rongeurs – souris, rats, cochons d'Inde, gerbilles, hamsters, et dans une moindre mesure campagnols, chinchillas, rats des sables diurnes, souris pygmées africaines, etc.
- Autres mammifères marins – dauphins, phoques et baleines.
- Autres mammifères terrestres – grands (cervidés, chevreuils, sangliers, lamas, alpacas...) ou petits (hérissons, chauves-souris...).

### Poissons
- Poissons zèbres.
- Autres poissons divers – saumons, thons, bars, tilapias, etc.

### Reptiles
- Caméléons.
- Geckos.
- Lézards.
- Serpents.
- Tortues.

## Divers
- Sériciculture : Ver à soie : soie
- Apiculture : Abeilles : miel, cire, gelée royale, propolis, pollen
- Astaciculture : Écrevisse
- Fermes à papillons : collections d'insectes
- Insectes divers
  - pour la lutte biologique (exemple : le trichogramme élevé pour lutter contre la pyrale du maïs)
  - pour la consommation entomophage, animale ou humaine
- Hirudiniculture : culture de sangsues à des fins thérapeutiques.

## Vocabulaire comparé
La langue française est riche en termes nommant les animaux d'élevage les plus usuels en fonction de leur âge et de leur sexe. Le tableau ci-dessous donne une vue d'ensemble pour ceux élevés (entre autres) pour leur viande.
Voir aussi Idiotisme animalier pour les usages imagés des noms des animaux.
| Élevage                                  | avicole          | bovin                               | ovin             | porcin                      | équin          | caprin                |
| ---------------------------------------- | ---------------- | ----------------------------------- | ---------------- | --------------------------- | -------------- | --------------------- |
| terme générique d'usage courant          | poule            | bœuf                                | mouton           | porc, cochon                | cheval         | chèvre                |
| terme générique de la viande de l'animal | poulet           | bœuf, veau                          | mouton           | porc                        | cheval         |                       |
| nom scientifique de l'espèce             | Gallus gallus    | Bos taurus                          | Ovis aries       | Sus scrofa domesticus       | Equus caballus | Capra aegagrus hircus |
| adulte femelle                           | poule            | vache                               | brebis           | truie, coche                | jument         | chèvre                |
| adulte mâle                              | coq              | taureau                             | bélier           | verrat                      | étalon         | bouc                  |
| jeune (terme générique)                  | poulet           | veau                                | agneau           | porcelet, cochonnet, goret  | poulain        | chevreau, cabri       |
| jeune femelle                            | poulette         | génisse, taure, vachette, broutarde | antenaise        | cochette                    | pouliche       | chevrette             |
| jeune mâle                               | coquelet, cochet | taurillon, bouvillon, broutard      | antenais         | pourceau (ancien), nourrain | poulain        | chevreau, bouquillon  |
| très jeune                               | œuf, poussin     | veau (velle)                        | agneau (agnelle) | porcelet, cochon de lait    | yearling, foal | cabri                 |
| mâle châtré                              | chapon           | bœuf                                | mouton           | cochon                      | hongre         | —                     |
| jeune femelle engraissée                 | poularde         | génisse d'embouche                  | —                | —                           | —              | —                     |
| mise au monde                            | ponte            | vêlage                              | agnelage         | mise bas,                   | poulinage      |                       |